# O Final da História de Linda Bagunça
O Final da História de Linda Bagunça é o segundo EP de estúdio da cantora brasileira Priscilla. A obra contém três faixas: "188", "Linda Bagunça" e "Final da História".

## Sobre o projeto
O objetivo de Priscilla foi fazer um final para o álbum Gente, seu grande sucesso que está indicado ao Grammy Latino de 2019. O projeto foi bem aceito pelo público, e já se encontra com mais de 6 milhões streams na plataforma do YouTube. Neste EP a Priscilla relatou sua própria experiência de superação, colocando em evidência a saúde mental em pleno Setembro amarelo.
"Havia me tocado, apresentado muitas questões nas minhas músicas, mas neste tempo acabei também descobrindo algumas respostas, então foi aí que eu senti a necessidade de colocar mais um projeto que enfatiza o tema da saúde mental, mas agora de um jeito diferente. Não só levantando questões e a problemática em si, mas evidenciando as práticas e contando para as pessoas não apenas o momento em que eu levantei essas questões, mas onde eu tive bons 'insights' sobre isso, como encontrei caminhos para sair disso. Um projeto para selar o que eu levantei no álbum Gente e dessa forma livre, digamos, para lançar um álbum com uma outra temática", explicou ela em entrevista exclusiva ao "Portal POPline".

## Singles
Linda Bagunça e Final da História foram lançadas juntas como single junto com o EP em 26 de setembro de 2019. Os respectivos videoclipes ganharam um teaser oito dias antes do lançamento que ocorreu em 30 de setembro de 2019.
- "188" é um áudio que Priscilla mandou para uma amiga sobre o tema. O nome da faixa é o número do Centro de Valorização da Vida (CVV), que realiza de forma voluntária, um trabalho de apoio emocional e prevenção ao suicídio. O áudio prepara os ouvintes para as duas canções que compõem o projeto.
- "Linda Bagunça" a canção fala sobre o processo de assumir seus problemas e seguir para uma batalha pessoal para a recuperação.
- "Final da História" a canção fala sobre saúde mental, concluindo o projeto do álbum "Gente".[2]

## Lista de faixas
Lista e minutagem baseado no iTunes.
| N.º            | Título              | Duração |  |
| 1.             | "188"               | 0:57    |  |
| 2.             | "Linda Bagunça"     | 3:52    |  |
| 3.             | "Final da História" | 3:16    |  |
| Duração total: | Duração total:      | 8:05    |  |